# Antigonë
Antigonë is een plaats en voormalige gemeente in de stad (bashkia) Gjirokastër in de prefectuur Gjirokastër in Albanië. Sinds de gemeentelijke herindeling van 2015 doet Antigonë dienst als deelgemeente en is het een bestuurseenheid zonder verdere bestuurlijke bevoegdheden. De plaats telde bij de census van 2011 998 inwoners.

## Bevolking
In de volkstelling van 2011 telde de (voormalige) gemeente Antigonë 998 inwoners, een daling vergeleken met 1.230 inwoners op 1 april 2001. De bevolking bestond uit etnische Albanezen (73,45 procent), gevolgd door een kleine Griekse minderheid (1,70 procent).
Van de 998 inwoners in 2011 waren er 170 tussen de 0 en 14 jaar oud, 643 inwoners waren tussen de 15 en 64 jaar oud en 185 inwoners waren 65 jaar of ouder.

#### Religie
De islam was in 2011 de grootste religie in Antigonë, met 57% van de bevolking. De grootste minderheidsreligie was de Albanees-Orthodoxe Kerk (12%), gevolgd door de aanhangers van de Katholieke Kerk (6%).
| Religieuze samenstelling in de plaats (bashki) Antigonë | Religieuze samenstelling in de plaats (bashki) Antigonë | Religieuze samenstelling in de plaats (bashki) Antigonë | Religieuze samenstelling in de plaats (bashki) Antigonë | Religieuze samenstelling in de plaats (bashki) Antigonë | Religieuze samenstelling in de plaats (bashki) Antigonë |
| Deelgemeente                                            | Aantal inwoners (census 2011)                           | Islam (%)                                               | Katholieke Kerk (%)                                     | Albanees-Orthodoxe Kerk (%)                             | Bektashi (%)                                            |
| ------------------------------------------------------- | ------------------------------------------------------- | ------------------------------------------------------- | ------------------------------------------------------- | ------------------------------------------------------- | ------------------------------------------------------- |
| Antigonë                                                | 998                                                     | 57,01                                                   | 6,01                                                    | 11,92                                                   | 0,60                                                    |

## Nederzettingen
Antigonë omvat 5 dorpen: Asim Zeneli, Arshi Lengo, Krinë, Tranoshisht and Saraqinisht.